# Pierre Bouchet (médecin)
Pour les articles homonymes, voir Pierre Bouchet et Bouchet.
Pierre Bouchet est un médecin français, né le 6 janvier 1752 à Lyon et mort le 6 janvier 1794 dans cette même ville.
Il est chirurgien en chef de l'hôtel-Dieu et chargé, pendant le siège de Lyon, d'organiser les ambulances. Le refus d'un passeport, indispensable pour pratiquer une opération à quelque distance de Lyon, lui donne tant de chagrin qu'il en meure le 6 janvier 1794, laissant une veuve de trente deux ans et cinq enfants en bas âge.
Son fils aîné est Claude-Antoine Bouchet (1785-1839), médecin également.